# Sauris nigrifusalis
Sauris nigrifusalis là một loài bướm đêm trong họ Geometridae.